# Леонардо ди Каприо
Леонардо Вилхелм ди Каприо (на английски: Leonardo Wilhelm DiCaprio) е американски актьор с италиански, немски и руски произход, носител на една награда Оскар и три награди Златен глобус. Участва в множество касови филми като Титаник (1997), Плажът (2000), Бандите на Ню Йорк (2002), Авиаторът (2004) и Кървав диамант (2006). Интересен факт за актьора е, че въпреки световната си известност той няма звезда на Холивудската алея на славата. В най-добрата си форма ди Каприо е висок 183 см.

## Биография
Роден е на 11 ноември 1974 г. в Лос Анджелис. Той е единственото дете на Джордж ди Каприо и Ирмалин Иденбиркин. Баща му е четвърто поколение американец с италианско-германски произход, а майка му е с германско-руски произход. Баба му по майчина линия Хелена Индербиркин, родена като Елена Смирнова (1915 – 2008), е руска емигрантка в Германия.
Майка му е била секретарка, а баща, който е художник, е работил като уличен актьор и е продавал комикси. Родителите се развеждат скоро след раждането на Лео, но продължават и двамата да го възпитават, стараейки се да формират у него любов към актьорското изкуство.

### Кариера
Въпреки трудното детство актьорският му талант е забелязан много преди Леонардо ди Каприо да навърши пълнолетие. Започва кариерата си на актьор още като дете, снимайки се в сапунения сериал Санта Барбара, ситкома Растяща болка и още над 30 телевизионни реклами и сериали. Също така участва във фантастичния нискобюджетен сериал „Critters 3“ през 1991 г., където играе зъл хазяин. Самият актьор твърди, че ако има възможност да върне времето назад не би играл там.
Първата голяма изява на актьора е във филма Защо тъгува Гилбърт Грейп (1993), където си партнира с Джони Деп, в ролята на умствено изостаналия му брат. За изпълнението си е номиниран за Оскар и привлича вниманието на филмовата индустрия. Но филмът, който го прави известен е Титаник (1997), за който получава номинация за Златен глобус. Въпреки че тази роля не му носи награда, по-късно Ди Каприо печели престижният Златен глобус за най-добър актьор в драматичен филм за превъплъщението си в Авиаторът (2004), както и Златен глобус за най-добър актьор в мюзикъл или комедия за ролята си на борсов посредник във Вълкът от Уолстрийт (2013).
През 2016 година Леонардо ди Каприо печели Оскар за най-добра мъжка роля в Завръщането.

### Личен живот
Известен е като природозащитник. Кара хибриден автомобил, а къщата му е снабдена със соларни панели. Притежава и собствен остров в Белиз, където смята да построи еко курорт.
Най-добър приятел е на колегата си Тоби Магуайър, на чиято дъщеря е и кръстник. Среща се с климатичната активистка Грета Тунберг. Ди Каприо публикува техни снимки в Инстаграм и Фейсбук, като я хвали, че тя е „лидерът на нашето време".

## Филмография
| година | филм                       | оригинално заглавие               | роля                                   | режисьор                           | награди и номинации |
| ------ | -------------------------- | --------------------------------- | -------------------------------------- | ---------------------------------- | --- |
| 1991   | Критърс 3                  | Critters 3                        | Джош                                   | Кристин Питерсон                   | |
| 1993   | Животът на момчето         | This Boy's Life                   | Тобаяс „Тоби“ Улф                      | Майкъл Кейтън-Джонс                | |
| 1993   | Защо тъгува Гилбърт Грейп  | What's Eating Gilbert Grape       | Арни Грейп                             | Ласе Халстрьом                     | - 1-ва номинация за Оскар - 1-ва номинация за Златен глобус                                                                      |
| 1995   | Бърз или мъртъв            | The Quick And The Dead            | Фий (Хлапето) Ирод                     | Сам Рейми                          | |
| 1995   | Баскетболни дневници       | The Basketball Diaries            | Джим Керъл                             | Скот Калвърт                       | |
| 1995   | Пълно затъмнение           | Total Eclipse                     | Артюр Рембо                            | Агнешка Холанд                     | |
| 1996   | Ромео и Жулиета            | Romeo+Juliet                      | Ромео                                  | Баз Лурман                         | |
| 1996   | Стаята на Марвин           | Marvin's Room                     | Ханк Лакър                             | Джери Закс                         | |
| 1997   | Титаник                    | Titanic                           | Джак Доусън                            | Джеймс Камерън                     | - 2-ра номинация за Златен глобус                                                                                                |
| 1998   | Желязната маска            | The Man in the Iron Mask          | крал Луи XIV / Филип (Желязната маска) | Рандал Уолъс                       | - награда Златна малинка за най-лоша екранна двойка                                                                              |
| 1998   | Знаменитости               | Celebrity                         | Брендон Дъроу                          | Уди Алън                           | |
| 2000   | Плажът                     | The Beach                         | Ричард                                 | Дани Бойл                          | - 2-ра номинация за Златна малинка                                                                                               |
| 2002   | Бандите на Ню Йорк         | Gangs of New York                 | Амстердам Валон                        | Мартин Скорсезе                    | |
| 2002   | Хвани ме, ако можеш        | Catch Me If You Can               | Франк Абагнейл                         | Стивън Спилбърг                    | - 3-та номинация за Златен глобус                                                                                                |
| 2004   | Авиаторът                  | The Aviator                       | Хауърд Хюз                             | Мартин Скорсезе                    | - 2-ра номинация за Оскар - 1-ва награда Златен глобус - 1-ва номинация за БАФТА                                                 |
| 2006   | От другата страна          | The Departed                      | Били Костигън                          | Мартин Скорсезе                    | - 5-та номинация за Златен глобус - 2-ра номинация за БАФТА - 1-ва номинация за Емпайър                                          |
| 2006   | Кървав диамант             | Blood Diamond                     | Дани Арчър                             | Едуард Зуик                        | - 3-та номинация за Оскар - 6-та номинация за Златен глобус                                                                      |
| 2007   | 11-ият час                 | The 11th Hour                     | разказвач                              | Надя Конърс, Лейла Конърс Питърсън | |
| 2008   | Мрежа от лъжи              | Body of Lies                      | Роджър Ферис                           | Ридли Скот                         | |
| 2008   | Пътят на промените         | Revolutionary Road                | Франк Уилър                            | Сам Мендес                         | - 7-ма номинация за Златен глобус                                                                                                |
| 2010   | Злокобен остров            | Shutter Island                    | Маршал Едуард „Теди“ Даниелс           | Мартин Скорсезе                    | - 1-ва номинация за Сатурн |
| 2010   | Генезис                    | Inception                         | Доминик Коб                            | Кристофър Нолан                    | - 2-ра номинация за Сатурн - 2-ра номинация за Емпайър                                                                           |
| 2011   | Джей Едгар                 | J. Edgar                          | Едгар Хувър                            | Клинт Истууд                       | - 8-ма номинация за Златен глобус                                                                                                |
| 2012   | Джанго без окови           | Django Unchained                  | Келвин Кенди                           | Куентин Тарантино                  | - 9-та номинация за Златен глобус                                                                                                |
| 2013   | Великият Гетсби            | The Great Gatsby                  | Джей Гетсби                            | Баз Лурман                         | |
| 2013   | Вълкът от Уолстрийт        | The Wolf of Wall Street           | Джордан Белфорт                        | Мартин Скорсезе                    | - 4-та номинация (като актьор) и пета номинация (като продуцент) за Оскар - 2-ра награда Златен глобус - 3-та номинация за БАФТА |
| 2015   | Завръщането                | The Revenant                      | Хю Глас                                | Алехандро Гонсалес Иняриту         | - 1-ва награда Оскар - 3-та награда Златен глобус - 1-ва награда БАФТА - 3-та номинация за Сатурн                                |
| 2019   | Имало едно време в Холивуд | Once Upon a Time ... in Hollywood | Рик Долтън                             | Куентин Тарантино                  | - 7-ма номинация за Оскар - 11-та номинация за Златен глобус - 4-та номинация за БАФТА                                           |
| 2021   | Не поглеждай нагоре        | Don't Look Up                     | Др. Рандал Минди                       | Адам Маккей                        | - 12-та номинация за Златен глобус                                                                                               |
| 2023   | Убийците на цветната луна  | Killers of the Flower Moon        | Том Уайт                               | Мартин Скорсезе                    | |